# ロンズデール伯爵
ロンズデール伯爵（ロンズデイル伯爵; 英: Earl of Lonsdale）は、イギリスの伯爵位。これまでに2度創設されており、1784年に創設されたときはグレートブリテン貴族、1807年に創設されたときは連合王国貴族である。いずれもラウザー家（Lowther; ローサー家）の人物が保持している。

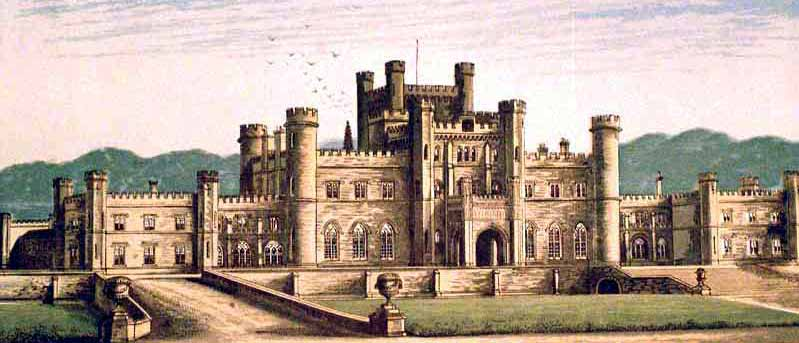
1880年頃のラウザー城

中世より1937年まで、ラウザー家はカンブリア州ウェストモーランド（Westmorland）のラウザー城（Lowther Castle; ローサー城）を邸宅としていた。

## 歴史
ラウザー家は、西部国境警備責任者（Lord Warden of the West Marches）を務めたサー・リチャード・ラウザー（1529年 - 1607年）の子孫である。サー・リチャードの曾孫であるサー・ジョン・ラウザーはウェストモーランド選出庶民院議員となった人物で、1638年頃にチャールズ2世から準男爵（カウンティ・オヴ・ウェストモーランドにおけるラウザーの; Baronet, of Lowther in the County of Westmorland、ノバスコシア準男爵）の称号を与えられた。

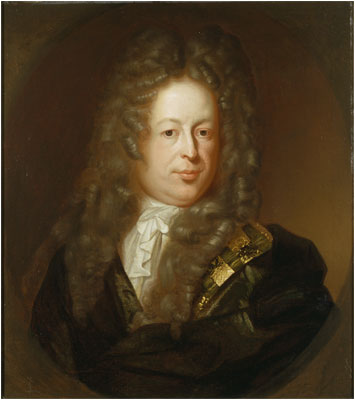
初代ロンズデール子爵ジョン・ラウザー。イアサント・リゴー画

サー・ジョン・ラウザー初代準男爵の長男であるジョンは早世したため、その長男で初代準男爵の孫にあたるジョンが第2代準男爵となった。彼はウィリアム3世の下で第一大蔵卿や王璽尚書を務めた政治家で、1696年にラウザー男爵（Baron Lowther）およびロンズデール子爵（Viscount Lonsdale; ともにイングランド貴族）に叙された。
初代ロンズデール子爵が死去すると長男のリチャードが、次いで次男のヘンリーが襲爵した。 第3代ロンズデール子爵ヘンリーはハノーヴァー朝初期の廷臣で、ジョージ1世のLord of the Bedchamberとなったほか、ウォルポール内閣で一時王璽尚書を務めた。未婚であった彼の死によりロンズデール子爵は断絶したが、準男爵位や資産は又従弟（初代準男爵の次男の孫）のジェイムズが相続した。
第5代準男爵となったサー・ジェイムズは1784年に、カウンティ・オヴ・ウェストモーランドにおけるラウザーのラウザー男爵（Baron Lowther, of Lowther in the County of Westmorland）、カウンティ・オヴ・ウェストモーランドにおけるケンダル男爵（Baron of the Barony of Kendal in the County of Westmorland）、カウンティ・オヴ・カンバーランドにおけるバラ男爵（Baron of the Barony of Burgh in the County of Cumberland）、ロンズデール子爵（Viscount Lonsdale）、ラウザー子爵（Viscount Lowther）およびロンズデール伯爵（Earl of Lonsdale、いずれもグレートブリテン貴族）に叙された。しかし彼には子が生まれず爵位が一代で断絶することが予想されたため、1797年に加えて上述の初代準男爵の兄弟の玄孫であるサー・ウィリアム・ラウザー第2代準男爵を相続人とするspecial remainder付きでカウンティ・オヴ・カンバーランドにおけるホワイトヘイヴンのラウザー男爵（Baron Lowther, of Whitehaven in the County of Cumberland）およびカウンティ・オヴ・カンバーランドにおけるホワイトヘイヴンのラウザー子爵（Viscount Lowther, of Whitehaven in the County of Cumberland）に叙された。 

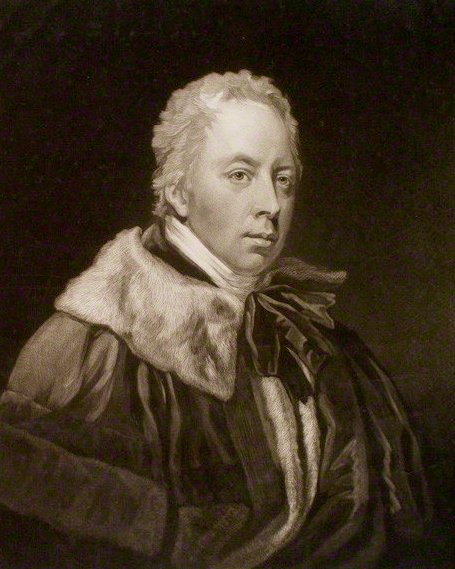
初代ロンズデール伯爵ウィリアム・ラウザー

1802年に初代ロンズデール伯爵ジェイムズは死去し、準男爵や1784年創設の爵位は断絶したが、ラウザー子爵はspecial remainderに従って、トーリー党所属庶民院議員を務めていたサー・ウィリアムが相続した。彼は1807年にカウンティ・オヴ・ウェストモーランドにおけるロンズデール伯爵（Earl of Lonsdale, in the County of Westmorland、連合王国貴族）に叙され、ロンズデール伯爵が再興された。なお同年にガーター勲章も授けられている。
初代ロンズデール伯爵の長男である2代伯のウィリアムもトーリー党の政治家であった。彼は逓信公社総裁（Postmaster General）を務めていた1844年に父親の死去によって襲爵し、第1次ダービー内閣では枢密院議長（Lord President of the Council）として入閣した。

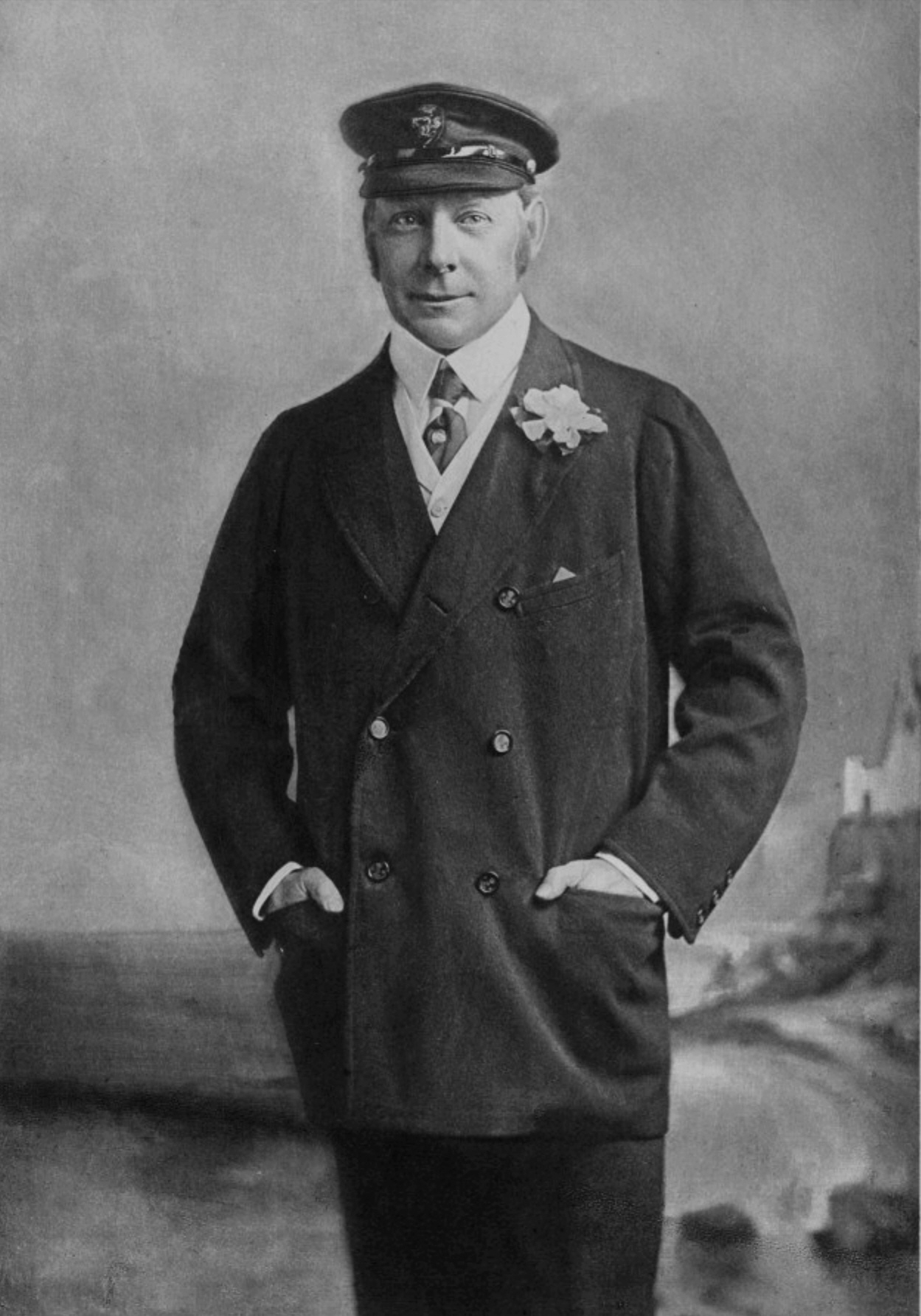
第3代ロンズデール伯爵ヘンリー・ラウザー

2代伯は生涯結婚しなかったため、伯位は弟の長男であるヘンリーが相続した。
3代伯が死去すると長男のセント・ジョージ、次男のヒュー、四男のランスロットが順に襲爵した。5代伯ヒューはスポーツ愛好家として知られ、ボクシング・サッカー・モータースポーツといった様々なスポーツの協会設立や運営に関わった。ボクシングではナショナル・スポーツ・クラブ（National Sporting Club）を設立して初代会長となったほか、ロンズデールベルトを寄贈し、1996年に国際ボクシング名誉の殿堂博物館に殿堂入りした。モータースポーツではイギリス自動車協会（The Automobile Association; AA）を設立して初代会長を務め、AAは彼の好んだ色である黄色をイメージカラーとしている。またファッションブランドのロンズデールや葉巻きたばこの「ロンズデールサイズ」も彼に由来する。しかしこの5代伯の散財により、6代伯ランスロットはラウザー城をオークションに掛けざるを得なくなった。
6代伯の長男であるアントニーは早世したため、その長男のジェイムズが7代伯となった。7代伯の長男であるヒューが8代伯であり、2006年に襲爵した。8代伯は精子提供を受けた人工授精による子を養子としたが、彼には伯位の継承権がない。このため2021年に8代伯が死去すると異母弟のウィリアムが9代伯となっている。

## 一覧

### （ラウザーの）ラウザー準男爵（1638年頃）
- 初代準男爵サー・ジョン・ラウザー （1605年 – 1675年）
- 第2代準男爵サー・ジョン・ラウザー （1655年 – 1700年）
  - 1696年、ロンズデール子爵に叙位

### ロンズデール子爵 （1696年）
- 初代ロンズデール子爵ジョン・ラウザー （1655年 – 1700年）
- 第2代ロンズデール子爵リチャード・ラウザー （1692年 – 1713年）
- 第3代ロンズデール子爵ヘンリー・ラウザー （1694年 – 1751年）
  - 1751年、廃絶。準男爵のみが傍系に相続された

### （ラウザーの）ラウザー準男爵（1638年頃）
- 第5代準男爵サー・ジェイムズ・ラウザー （1736年 – 1802年）
  - 1784年、ロンズデール伯爵に叙位

### ロンズデール伯爵 （第1期; 1784年）
- 初代ロンズデール伯爵ジェイムズ・ラウザー （1736年 – 1802年）
  - 1797年、ラウザー子爵に叙位
  - 1802年、廃絶。ラウザー子爵のみが傍系に相続された

### ラウザー子爵 （1797年）
- 初代ロンズデール伯爵・初代ラウザー子爵ジェイムズ・ラウザー （1736年 – 1802年）
- 第2代ラウザー子爵ウィリアム・ラウザー （1757年 – 1844年）
  - 1807年、ロンズデール伯爵に叙位

### ロンズデール伯爵 （第2期; 1807年）
- 初代ロンズデール伯爵ウィリアム・ラウザー （1757年 – 1844年）
- 第2代ロンズデール伯爵ウィリアム・ラウザー （1787年 – 1872年）
- 第3代ロンズデール伯爵ヘンリー・ラウザー （1818年 – 1876年）
- 第4代ロンズデール伯爵セント・ジョージ・ラウザー （1855年 – 1882年）
- 第5代ロンズデール伯爵ヒュー・ラウザー （1857年 – 1944年）
- 第6代ロンズデール伯爵ランスロット・ラウザー （1867年 – 1953年）
- 第7代ロンズデール伯爵ジェイムズ・ラウザー （1922年 – 2006年）
- 第8代ロンズデール伯爵ヒュー・ラウザー （1949年 – 2021年）
- 第9代ロンズデール伯爵ウィリアム・ラウザー（1957年 – ）
  - 伯位の推定相続人は、当代の異母弟であるジェイムズ・ニコラス・ラウザー（1964年 – ）